# Anaeomorpha splendida
Anaeomorpha splendida é uma borboleta neotropical da família Nymphalidae e subfamília Charaxinae, classificada por Rothschild em 1894, no texto Novitates Zoologicae, ocorrendo no noroeste da América do Sul (na Colômbia, Equador e Peru), onde foi coletado o seu tipo nomenclatural; sendo, durante todo o século XX, a única espécie do gênero Anaeomorpha (táxon monotípico) até a descoberta da espécie Anaeomorpha mirifica, em 2017. Foi retirada da tribo Preponini através de sequenciamento de DNA por Elena Ortiz-Acevedo e Keith R. Willmott, em 2013, no texto Molecular systematics of the butterfly tribe Preponini (Nymphalidae: Charaxinae), e colocada em uma tribo denominada Anaeomorphini.

## Descrição
Vista por cima, apresenta um padrão geral de coloração marrom-enegrecida, com amplas marcas azul-esverdeadas, características; com suas asas apresentando uma camuflagem se assemelhando a uma folha seca, em vista inferior, separada em duas tonalidades e dividida por uma linha escura, mediana, sem ocelos na margem das asas traseiras.

## Subespécies
A. splendida possui duas subespécies:
- Anaeomorpha splendida splendida - Descrita por Rothschild em 1894, de exemplar proveniente do Peru (localidade tipo: Rio Cachyaco).
- Anaeomorpha splendida esmeralda - Descrita por Attal & Büche em 2008, de exemplar proveniente do Peru (localidades tipo: Sapani, Atalaya e Ucayali).